# Гроссман, Карл
Карл Фридрих Вильгельм Гроссманн (нем. Carl Friedrich Wilhelm Großmann; 13 декабря 1863 — 5 июля 1922) — немецкий серийный убийца. По неподтверждённым данным во время Первой мировой войны торговал мясом своих жертв. Был приговорён к смертной казни, однако приговор в действие так и не был приведён ввиду того, что маньяк повесился в своей камере.

## Биография
Карл родился в семье немецкого старьёвщика и был одним из восьми детей. В возрасте 13 лет он устроился работать помощником в мясную лавку. О дальнейшей жизни Карла Гроссмана известно немного — следствие смогло точно установить лишь то, что он был склонен к садизму и не раз арестовывался за совращение малолетних.
Во время Первой мировой войны Гроссманн активно торговал мясом на чёрном рынке. Кроме того, у него был даже небольшой привокзальный ларёк по продаже хот-догов. Несмотря на то, что никаких доказательств полицией найдено не было, считается, что Карл продавал именно мясо своих жертв. Предполагается, что кости и прочие несъедобные части тел убитых Гроссманн сбрасывал в реку.
21 августа 1921 года после того, как соседи Гроссманна сообщили полиции о доносящихся из его квартиры в Берлине криках, перемежающихся звуками ударов, он был арестован. При обыске помещения был найден труп недавно убитой девушки, и Гроссманн был арестован по обвинению в убийстве. По показаниям соседей у Карла было немало молодых гостий, не каждая из которых выходила из его квартиры.
Сколько именно людей убил Гроссман, неизвестно – детективы нашли лишь одно тело. По пятнам крови эксперты установили, что незадолго до ареста он расправился в своей комнате ещё минимум с тремя девушками. Некоторые источники утверждают, что Карлом было убито, расчленено и продано ничего не подозревающим гражданам в общей сложности более 50 женщин. Полицейские каких-либо точных данных не оглашали; принято считать, что минимум 26 убийств на совести Гроссмана есть точно.
В итоге, так и не признавшийся в содеянном Гроссманн был приговорён к смертной казни, однако незадолго до приведения приговора в действие, он покончил жизнь самоубийством путём повешения в своей камере.